# Yoshihito Fujita
Yoshihito Fujita (Hyogo, 13 april 1983) is een Japans voetballer.

## Carrière
Yoshihito Fujita speelde tussen 2006 en 2011 voor Sagan Tosu, Omiya Ardija, Yokohama FC en JEF United Ichihara Chiba. Hij tekende in 2013 bij Yokohama F. Marinos.